# 岩棲圓喉盤魚
岩棲圓喉盤魚（學名：Apletodon incognitus），為輻鰭魚綱喉盤魚目喉盤魚科的其中一種，分布於地中海及亞速群島海域，棲息深度2至54公尺，體長可達2.7公分，屬底棲性魚類，棲息在海藻生長的礁石區，生活習性不明。

## 擴展閱讀
維基物種上的相關：岩棲圓喉盤魚